# Средневековое искусство

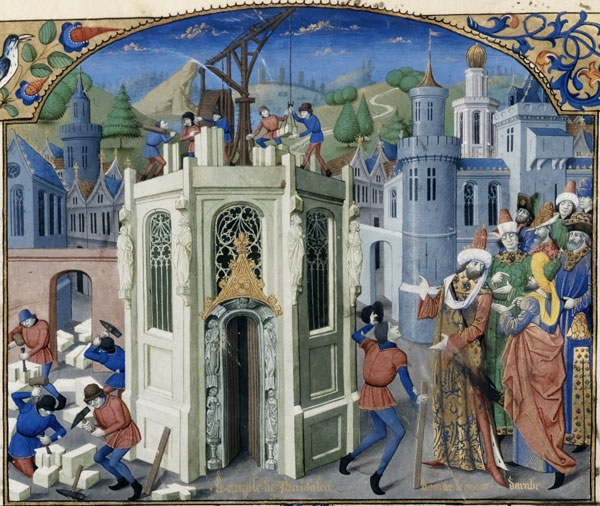
Восстановление Иерусалимского храма. Миниатюра. Ок. 1460. Бургундия

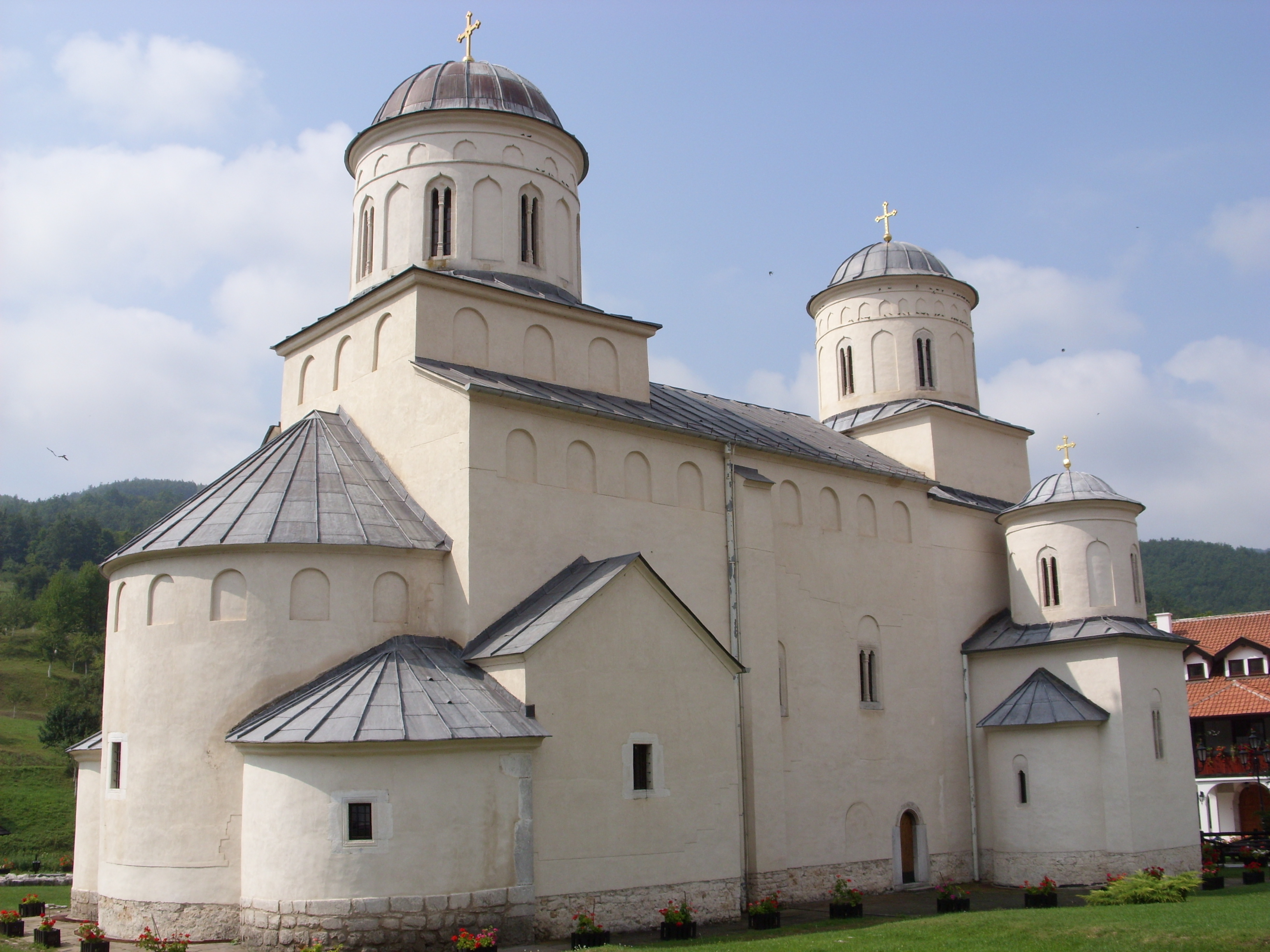
Церковь Вознесения. XIII в. Монастырь Милешева, Сербия

Средневековое искусство (фр. L'art au Moyen Âge, Art médiéval, нем. Kunst des Mittelalters) — исторический тип искусства. Эпохой Средневековья в истории Западной Европы считают огромный, более чем тысячелетний период времени от условной даты падения Древнеримской империи (476) до начала буржуазных революций ХVII в. в Голландии и Англии. Однако эти хронологические рамки относительны и не говорят о содержании эпохи. «Падение Римской империи — понятие растяжимое. Его относят и к религиозному кризису I в. н. э., когда появилось христианство, и к социальному кризису III в., когда рабство стало уступать место новым формам общественных отношений, и к национальному кризису V в., когда большая часть римского Запада оказалась завоеванной германцами. Конец его можно отнести и к ХV в., когда пал Константинополь, и даже к XIX в., когда при Наполеоне перестала существовать Священная Римская империя, возрожденная когда-то Карлом Великим».

## Терминология
В истории искусства эпоху Средневековья ограничивают более узкими хронологическими рамками: от V в. до середины ХV в. — когда в Италии начали происходить существенные изменения не в экономической и общественной жизни, а в мировоззрении, то есть от заката античной культуры до начала итальянского Возрождения. Эти границы отличаются от общеисторических. Спорным остаётся вопрос о раннехристианском искусстве, которое одни исследователи относят к поздней античности, другие выделяют в самостоятельный исторический тип искусства (от начала тетрархии, или признания христианства Константином I Великим в 313 году, до рубежа VI—VII вв.). Искусство Византии IV-ХV вв. настолько своеобразно, что его обычно рассматривают как самостоятельный исторический тип либо в качестве отдельной историко-региональной разновидности средневекового искусства. Средневековье Ближнего и Дальнего Востока, центральной и юго-восточной Азии ещё более специфично, и поэтому его в истории искусства также рассматривают отдельно.
В самостоятельные исторические типы выделяют древнеамериканское, древнерусское искусство и искусство Океании. Таким образом, под средневековым, как правило, имеют в виду искусство западноевропейского Средневековья и делят его на два больших периода: романский (VII—XII вв.) и готический (ХIII-ХV вв.), границы между которыми в разных странах определяются по-разному. Периоды проторенессанса (ХIII-ХIV вв.), Каролингского Возрождения (VIII—IX вв.), Оттоновского Возрождения (X в.), Штауфеновского Ренессанса (ХIII в.), ранней готики (нем. Frühgotik) оказываются, таким образом, включенными в западноевропейское Средневековье. Кроме того, в каждом регионе в период формирования собственной национальной культуры формировались и свои историко-региональные школы, например, кельтское, англо-саксонское или древнескандинавское искусство.
Термин «средневековье» (лат. media tempora), или «средние годы» (итал. media età), одним из первых использовал итальянский поэт Джованни Боккаччо (1313—1375) в качестве противопоставления «античности» (лат. antiquitas  — древность, старина). Позднее с позиций идеологии классицизма Нового времени и идеалов Возрождения эпоху Средневековья стали называть «тёмными веками» (англ. Dark ages). Ныне это определение воспринимается лишь свидетельством темноты незнания и непонимания эпохи, охватывающей более тысячи лет человеческой истории.
Только романтики рубежа XVIII-XIX вв. первыми реабилитировали средневековое искусство, показав его своеобразную ценность и духовное величие. Средневековая культура выросла из античности и впитала её достижения, о чем свидетельствует прежде всего термин «романское искусство». Однако непосредственной наследницей эллинизма была Византия, и, как писал В. Н. Лазарев, даже в ХI-ХII веках византийское искусство «не играло большой роли на Западе… Романский Запад не был подготовлен для его органической переработки… Поэтому он питался несравненно более близкими ему восточно-христианскими традициями, среди которых главное место занимали сиро-палестинские прототипы».
Другими этническими источниками средневекового искусства были традиции культуры кельтов, норманнов, славян, арабов. Только в ХIII в., к примеру в творчестве Дуччо ди Буонинсенья многовековая византийская изобразительная культура (итал. maniera bizantina) стала усваиваться итальянскими художниками, но это означало проторенессанс.
«Трудность обозначения границ средневекового искусства заключается также в том, что идеология этой эпохи не определяется в полной мере феодальным укладом хозяйства, как считали долгое время. В качестве главного критерия специфики средневековой культуры выдвигали понятие теоцентризма в отличие от пантеизма предыдущего времени (античности) и последующей эпохи Возрождения. Это различие уточняет традиционное понимание содержания средневековой культуры как эпохи становления и развития христианства. Действительно, средоточием всех размышлений средневекового человека о мире и о себе был Создатель — Пантократор, находящийся в центре Вселенной».
Исходя из этого, Я. Буркхардт, Э. Панофский, Й. Хёйзинга и другие исследователи исчисляли эпоху Средневековья от 800 г., времени коронации короля франков Карла Великого в Риме в качестве императора Священной Римской империи, до середины ХVIII в. — эпохи французской революции, когда на смену теоцентризму пришла идеология Просвещения, материализма и атеизма. Согласно подобной медиевистской концепции (от лат. medium aevum — «средние века»), в эпоху Средневековья включается итальянское Возрождение, интернациональная готика, французский Ренессанс ХVI в. и даже стиль барокко ХVI-ХVII вв., проникнутый христианским мистицизмом, а также маньеризм. Товарно-денежные экономические отношения интенсивно развивались уже с Х-ХI вв., но мировоззрение и мироощущение людей от этого существенно не менялись. Поэтому говорят, что «Средние века не имели настоящей середины», можно различить лишь романское начало и готическое завершение средневекового искусства.

## Концепции стилевого развития
Таким образом определяющим фактором становится не хронология, а категория художественного стиля. Однако и начало романского искусства трудно выделить из раннехристианского периода, а готический стиль, как известно, продолжал существовать в период итальянского кватроченто — раннего Возрождения — в Ломбардии, Венето и Тоскане.
Существует концепция, согласно которой развитию романского искусства европейцы вообще обязаны арабскому Востоку. Прототипы ордерной аркады, как и стрельчатые арки, существовали в искусстве Ближнего Востока, в древней Месопотамии и Аравии задолго до открытия этих архитектурных форм европейцами. Норманнские короли использовали труд арабских мастеров для украшения своих дворцов и храмов. После захвата и разграбления крестоносцами Константинополя в 1204 году множество предметов византийского искусства и святых реликвий попало на Запад, а византийские мозаичисты, стеклоделы, торевты, живописцы бежали в Италию, работали в Равенне, Венеции, Пизе, Генуе.
В странах Северной Европы традиции готического искусства, несмотря на успехи Северного Возрождения, продолжали развиваться и в ХVI-ХVII вв. соединялись с итальянскими новациями — формами стиля барокко и интернационального маньеризма. В результате возникали, в основном в архитектуре Германии и Чехии в ХVII-ХVIII веках, причудливые стили «барочной готики», или «готического барокко».
С иной стороны французский писатель М. Пруст подчёркивал мысль о преемственности античной и средневековой культур и о радостном, жизнеутверждающем начале французской готики: такая на первый взгляд необычная концепция «теснейшим образом, — писал Пруст, — связана с идеей преемственности эстетической традиции, которая не обрывается с переходом человечества к христианству… Не эта ли теория преемственности греческого искусства от метоп Парфенона до мозаик собора Святого Марка и Амьенского лабиринта… и привела… к идее рассматривать коллегию авгуров как подобие бенедиктинского ордена, поклонение Геркулесу как модель поклонения Св. Иерониму», а также к «идее о том, что свобода для художника губительна, а повиновение и почтительность в высшей степени благотворны» и что «память — самый полезный для художника интеллектуальный инструмент».
В этом отношении важна концепция о роли византийских влияний, в частности восточной торевтики и ювелирного искусства, на формирование готического стиля у мастеров Мааса и Рейна, Бамберга и Наумбурга.
Средневековое искусство затронуло разные области и значительно повлияло на развитие скульптуры, иллюминированных рукописей, витражей, мозаик, на обработку металла и многие другие разновидности художественных ремёсел.
Средневековое искусство оказало влияние на развитие следующих видов искусства:
- Витраж
- Алтарная картина
- Гравюра
- Иконопись
- Фреска
- Керамика (гончарное производство)
- Книги (иллюминированная рукопись, каллиграфия, манускрипт, минускул, переплет книг)
- Металлургия (художественная обработка металла)
- Мозаика
- Надгробные памятники
- Реликварии
- Скульптура (деревянная скульптура, статуя)
- Резьба по слоновой кости
- Изделия из стекла
- Столярное ремесло (мебель)
- Изготовление печатей
- Текстиль (ткачество, ковер, гобелен, пигменты, средневековая одежда)
- Ювелирное искусство